# Hyponephele naricina
Hyponephele naricina är en fjärilsart som beskrevs av Otto Staudinger 1870. Hyponephele naricina ingår i släktet Hyponephele och familjen praktfjärilar. Inga underarter finns listade i Catalogue of Life.